# Хронология вторжения России на Украину (октябрь 2022)
Данная статья является частью хронологии широкомасштабного вторжения РФ на Украину и описывает события, произошедшие в октябре 2022 года.

## Октябрь

### 1 октября
ВСУ взяли город Лиман Донецкой области, оставленный российскими войсками под угрозой окружения.

### 2 октября
Министерство обороны РФ заявило, что вооружённые силы уничтожили семь складов боеприпасов в Харьковской, Запорожской, Николаевской и Донецкой областях, а также радар наведения зенитно-ракетного комплекса С-300 около Новой Калуги в Херсонской области.
ВСУ продолжили продвижение на восток и северо-восток от Лимана, заняв ряд населённых пунктов, включая Торское. ВС РФ отступили в Кременную и к рубежу вдоль шоссе Сватово — Кременная. Также возобновилось активное контрнаступление на севере Херсонской области, были взяты Золотая Балка, Крещеновка, Шевченковка, Любимовка.

### 3 октября

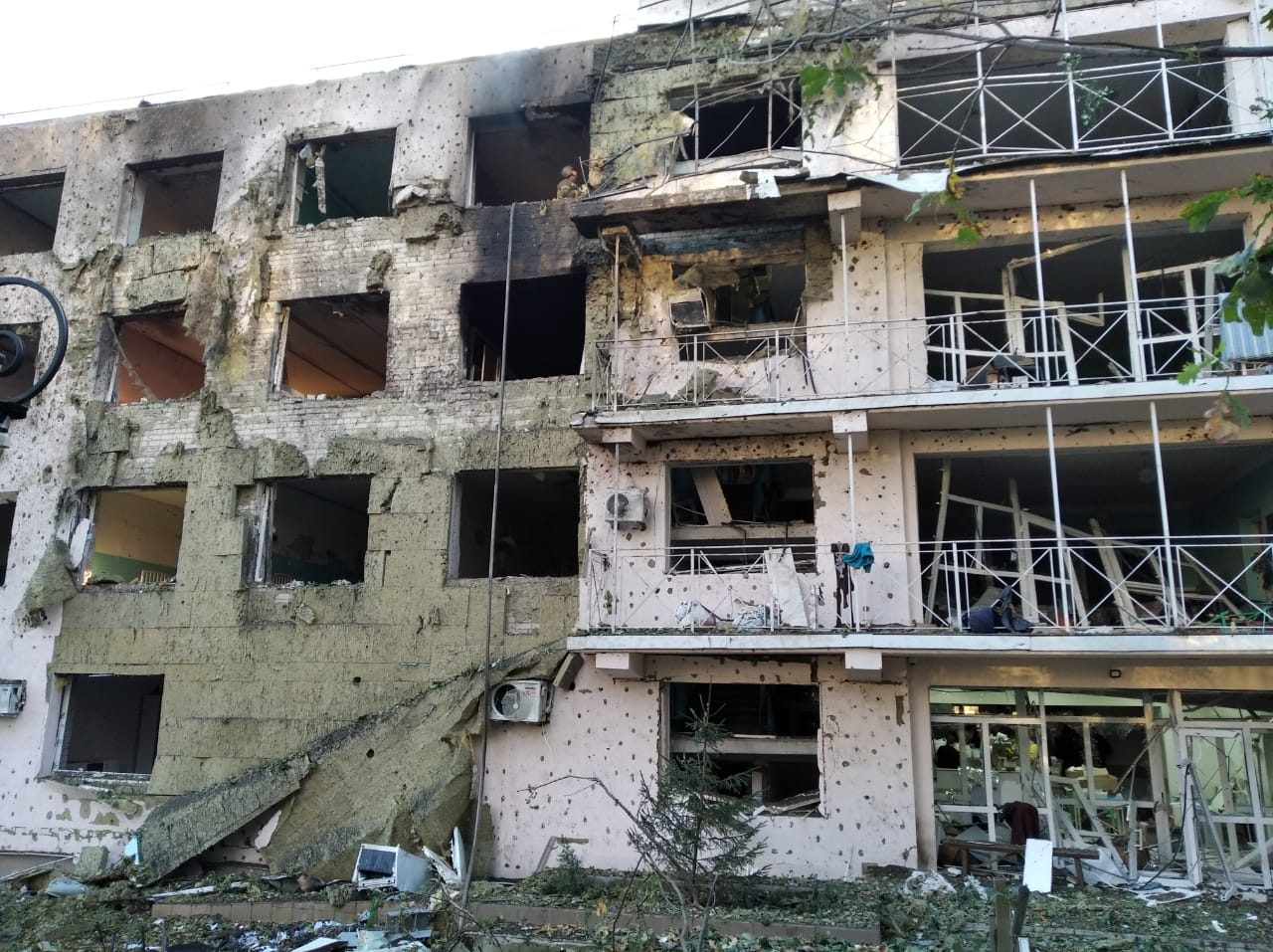
Больница в Купянске после ракетного удара

ВСУ продвинулись по левому берегу Оскола, заняв пгт Боровая, а также Нижнее Солёное, Подлиман, Нижнюю Журавку и Шейковку Харьковской области.
Госдума России ратифицировала договоры об аннексии оккупированных территорий Украины.
Агентство Associated Press выпустило расследование о краже Россией украинского зерна на 530 миллионов долларов.
Российская армия нанесла ракетный удар по больнице в Купянске. Погиб один врач, ранена медсестра.

### 4 октября
После прорыва линии обороны в Херсонской области вблизи берега Днепра российские войска вынуждены были под угрозой окружения оставить северную часть плацдарма на левом берегу. В ходе отступления ВС РФ украинские войска заняли Давыдов Брод, за который давно шли упорные бои, пгт Великая Александровка, а также сёла Любимовка, Беляевка, Украинка, Малая Александровка. Российские войска отошли на рубеж Костромка — Мыловое.
Карта боевых действий, показанная российским министерством обороны на брифинге 4 октября, свидетельствовала об отступлении российской армии почти на 30 километров в Херсонской области и о почти полном освобождении Украиной Харьковской области.
Министр обороны РФ Сергей Шойгу сообщил, что в армию в рамках «частичной мобилизации» призваны более 200 тысяч человек. Их подготовка ведётся на 80 полигонах и шести учебных центрах. Эти подразделения, после боевого слаживания, по словам Шойгу, будут действовать только совместно с частями, уже участвующими в боевых действиях. Ранее Минобороны РФ опубликовало видео с прибытием мобилизованных в ЛНР для подготовки.
Президент России Владимир Путин подписал законы об изменениях текста конституции РФ в связи с аннексией Донецкой, Луганской, Запорожской и Херсонской областей.

### 5 октября
Владимир Путин подписал указ о присвоении Россией захваченной российскими войсками Запорожской АЭС.

### 6 октября

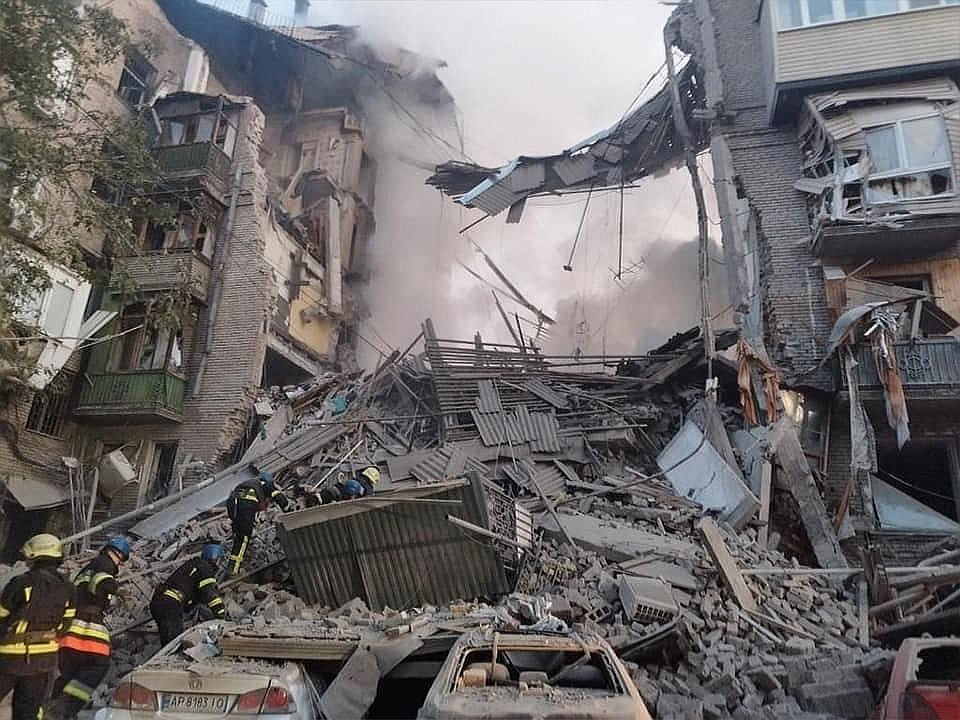
Разрушенный дом в Запорожье, 6 октября

Российская армия нанесла 7 ракетных ударов по Запорожью. Разрушены несколько домов, погибли не менее 17 человек.
Украинское контрнаступление активно продвигается в Луганскую область; Владимир Зеленский объявил об освобождении трёх населенных пунктов Херсонской области.
В Лимане обнаружено массовое захоронение более 50 человек.
The Wall Street Journal сообщила, что крупнейшим «поставщиком» тяжелого вооружения для Украины стала Россия: украинская армия захватила не менее 460 танков, 92 самоходных гаубиц, 448 БМП, 195 бронированных боевых машин и 44 реактивных систем залпового огня.

### 8 октября
Ранним утром произошёл взрыв на Крымском мосту. Обрушилась часть автомобильных путей, загорелись топливные цистерны железнодорожного состава.
Минобороны России впервые публично объявило о назначении нового командующего российским вооружёнными силами на Украине. Им стал генерал армии Сергей Суровикин, с 2017 года возглавлявший ВСК РФ, а затем командовавший группировкой Юг, которая захватила Северодонецк в Луганской области.

### 9 октября

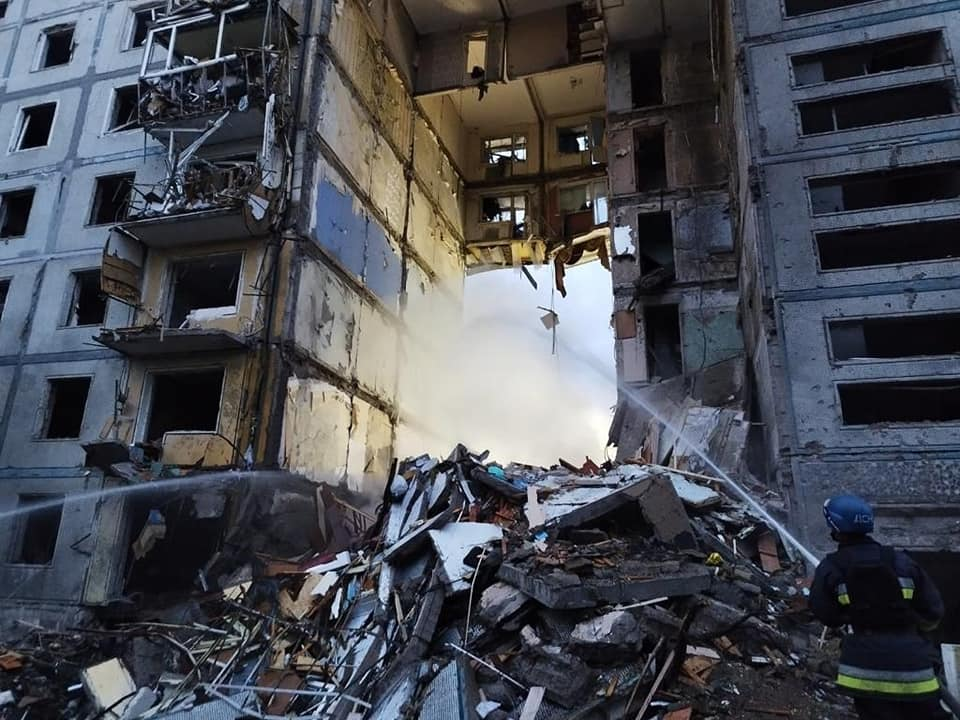
Дом в Запорожье после обстрела 9 октября

Ночью российская армия совершила ракетный обстрел Запорожья. По данным местных властей, разрушено 5 частных домов и повреждены многоквартирные дома. По меньшей мере 13 человек погибли, 49 (в том числе шестеро детей) госпитализированы.
ВСУ продолжили продвижение от реки Оскол в Луганскую область, заняв Стельмаховку в 18 км от Сватова, а также, по официальным заявлениям, Надию, Андреевку и Новоегоровку.

### 10 октября
В утренний час пик российская армия совершила массированный ракетный обстрел Украины, нацеленный на объекты энергетической, гражданской и военной инфраструктуры. Были нанесены удары по объектам инфраструктуры в Киеве, Харькове, Львове, Кременчуге, Тернополе, Житомире, Запорожье и Днепре. По словам премьер-министра Украины, были поражены 11 объектов в 8 регионах страны. 23 человека погибли, ещё 100 пострадали.

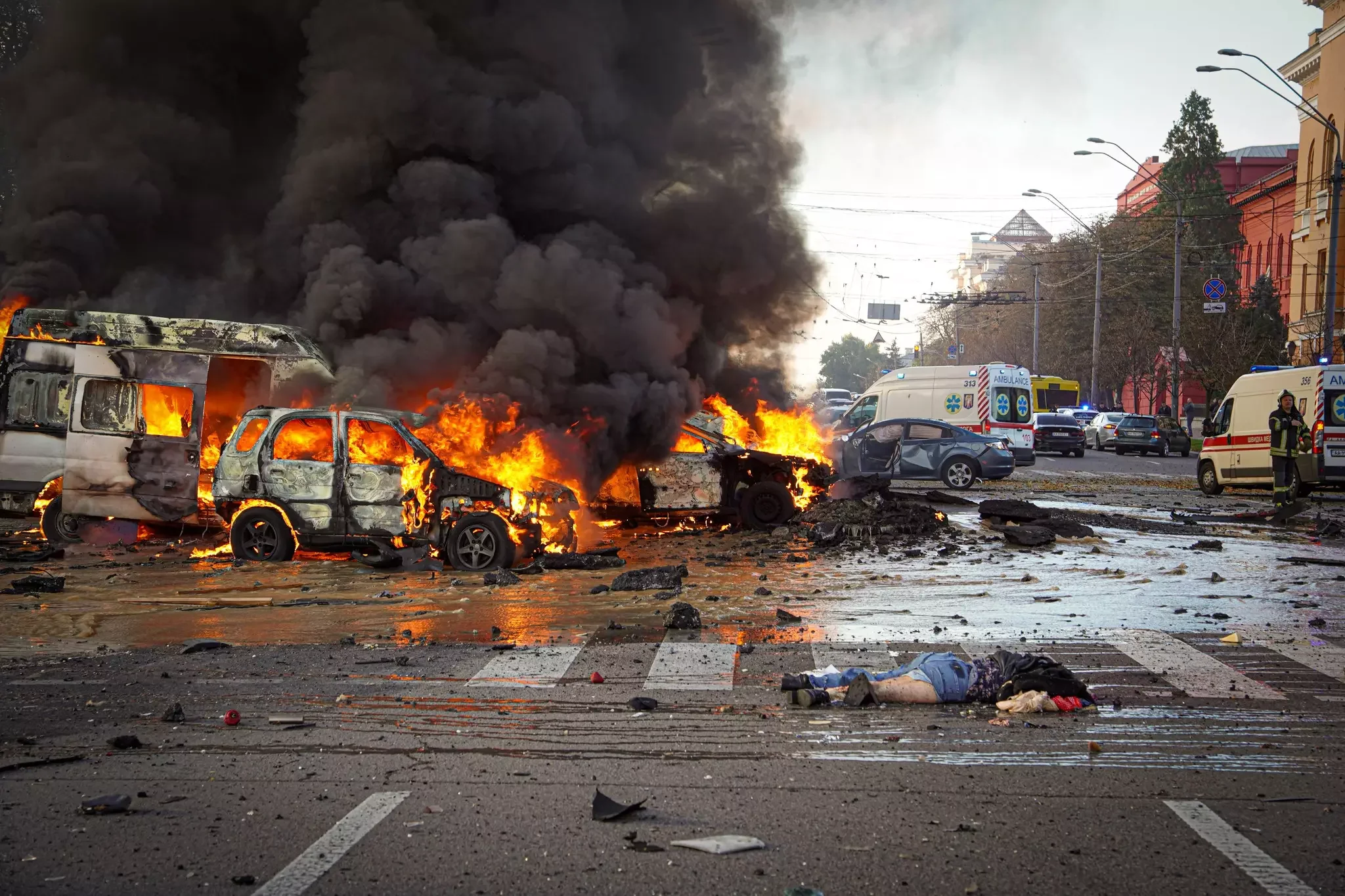
Результаты обстрела Киева 10 октября

Белорусский президент Александр Лукашенко заявил о «развёртывании региональной группировки войск» России и Белоруссии. Основу группировки должна составить белорусская армия.

### 11 октября
Массированные ракетные обстрелы инфраструктуры Украины, а также атаки беспилотников, продолжились.

### 12 октября

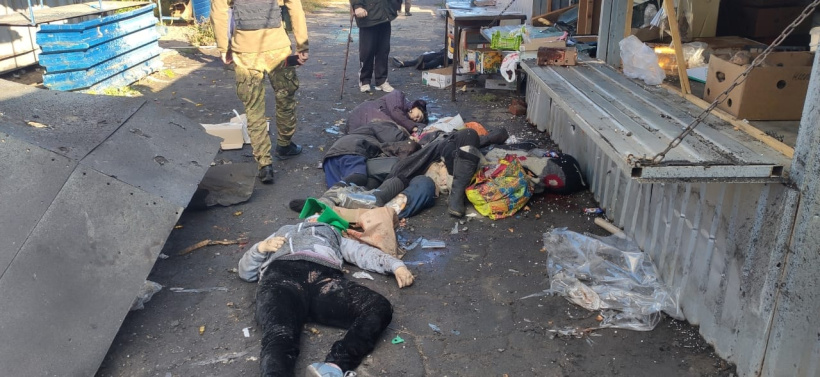
Погибшие на рынке в Авдеевке

Утром российские войска нанесли удар по центральному рынку Авдеевки. По данным местных властей, погибли как минимум 7 человек и ранены ещё 8. Минобороны РФ заявило, что в Авдеевке был уничтожен склад боеприпасов и вооружения.

### 16 октября

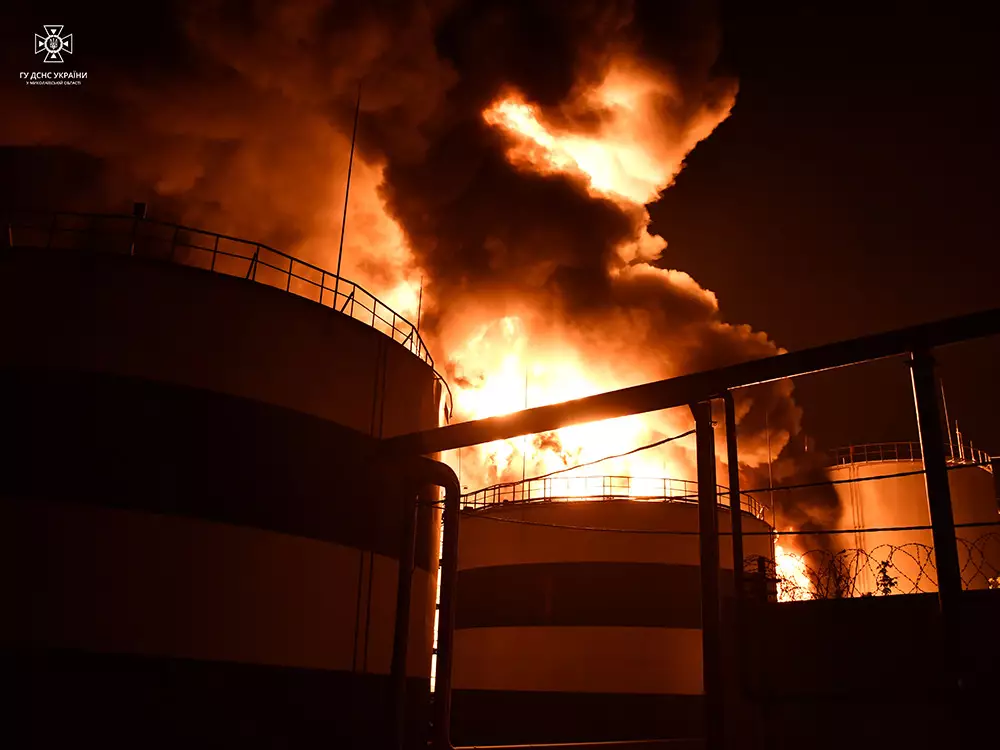
Резервуары с подсолнечным маслом в Николаеве после удара 16 октября

Вечером российские беспилотники-камикадзе ударили в терминал по перегрузке подсолнечного масла в Николаеве, принадлежащий одной из компаний-экспортёров. Повреждены две ёмкости по 7,5 тысяч тонн каждая. Ёмкости загорелись, масло потекло по улицам, где жители собирали его в бутылки. Кроме того, пострадала фармацевтическая компания.
Было обстреляно здание Донецкой городской администрации, ранены 4 человека. Главное управление разведки Украины объявило награду в 100 тысяч долларов за Игоря Стрелкова, незадолго до этого отправившегося на фронт.

### 17 октября

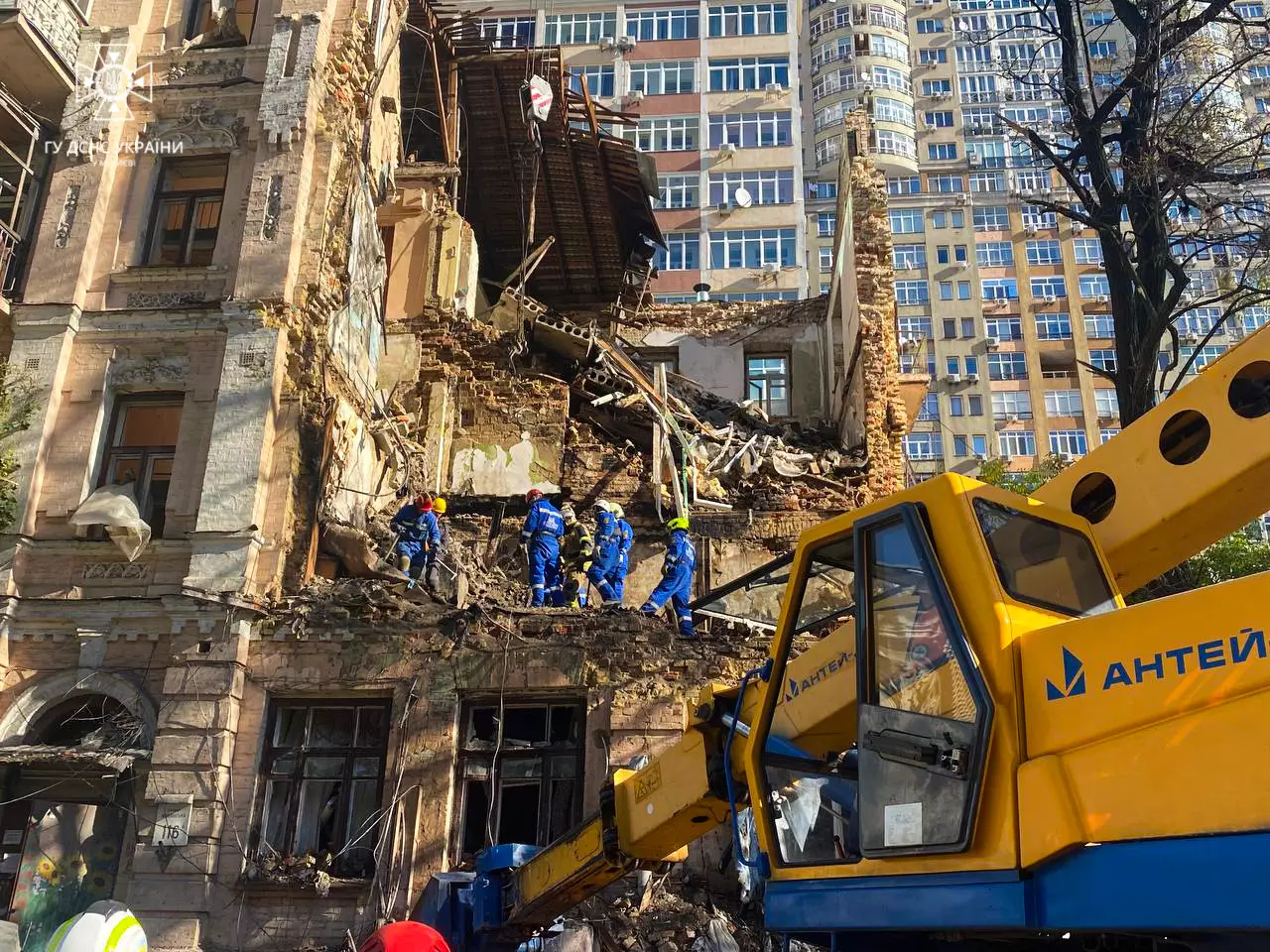
Разрушенный жилой дом в Киеве

Российская армия нанесла ракетные удары по объектам инфраструктуры в Сумской и Днепропетровской областях. Кроме того, российские беспилотники ударили по зданиям возле центрального киевского железнодорожного вокзала, что привело к нескольким пожарам и повреждению жилых домов. Известно о гибели 5 человек. По данным Reuters, на обломках беспилотника, использованного при нападении, была надпись «За Белгород».
Российский Су-34 при наборе высоты для учебно-тренировочного полета упал на жилой дом в городе Ейск.

### 18 октября
Reuters со ссылкой на мэра Житомира сообщило, что в результате обстрелов в городе были отключены электро- и водоснабжение. В сообщении также говорилось о двух взрывах на энергообъекте в Днепре и взрывах в Николаеве и Киеве.

### 19 октября
На заседании Совета безопасности РФ Путин объявил о введении военного положения на аннексированных территориях. На территориях Республики Крым, Краснодарского края, Белгородской, Брянской, Воронежской, Курской, Ростовской областей и г. Севастополя введён режим «средний уровень реагирования».
Российские власти призвали мирных жителей Херсонской области к экстренной эвакуации на правый берег Днепра. Это связывалось с предполагаемым наступлением украинских войск.
Европарламент объявил о присуждении украинскому народу и президенту Зеленскому премии имени Сахарова.

### 20 октября

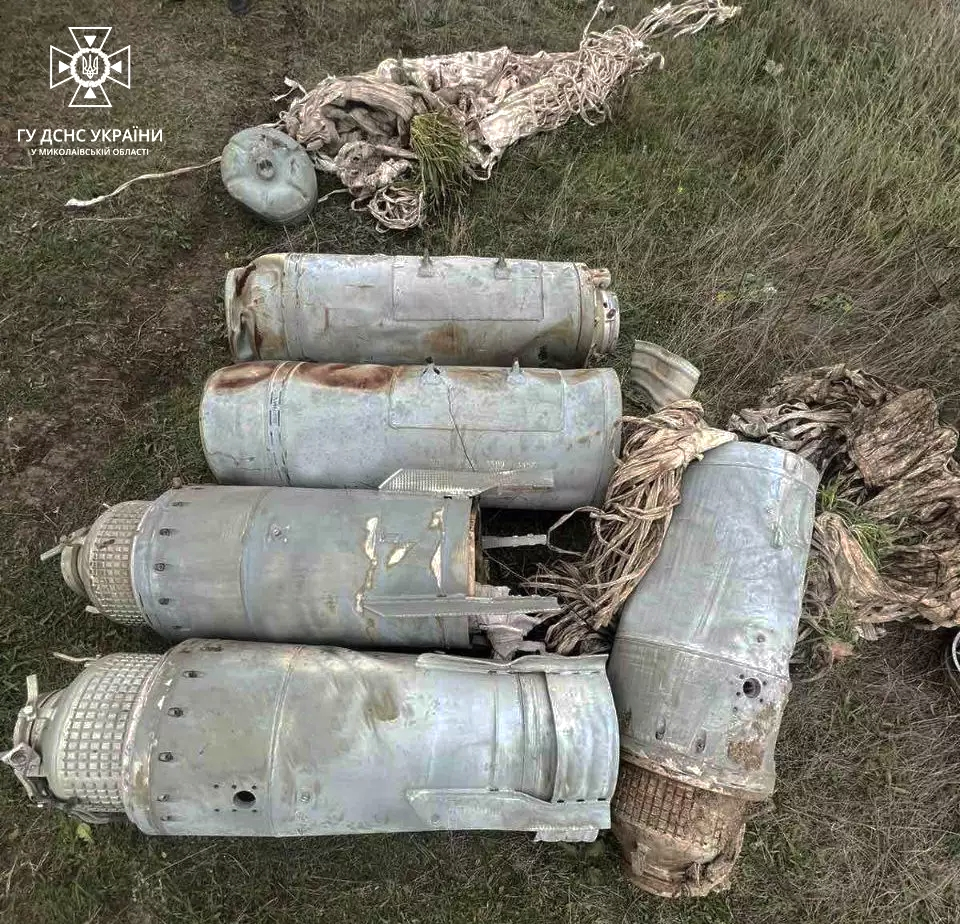
Авиабомбы, собранные ГСЧС Украины для ликвидации, в Николаевской области

Министерство обороны России заявило, что войска РФ продолжили наносить удары по военным и энергетическим объектам на Украине в течение прошедших суток. В сообщении также говорилось, что российские войска отразили контрнаступление ВСУ в южной части Херсонской области, из которой параллельно проводится эвакуация тысяч мирных жителей.

### 22 октября
Согласно заявлению украинских официальных лиц, российские войска нанесли один из самых мощных ракетных ударов по украинским электростанциям и системам отопления за последние недели. Компания «Укрэнерго» заявила, что при восстановлении электроснабжения она ввела энергетические ограничения в ряде регионов, включая Киев. Согласно их заявлению, нанесенный ущерб был сравним или даже превышал нанесённый ударами за последние две недели.

### 24 октября
Минобороны РФ выступило с заявлением, что Украина намеревается взорвать «грязную бомбу» и выдать это за нештатное срабатывание российского ядерного боеприпаса. Днём ранее глава оборонного ведомства России Сергей Шойгу связался с министрами обороны Франции, Турции, Великобритании, США, выразив им озабоченность по этому поводу. В совместном заявлении главы МИД США, Великобритании и Франции заявили, что не верят словам Сергея Шойгу.

### 25 октября
Россия повторно предупредила о намерении Украины применить «грязную бомбу», а также о планах поднять этот вопрос на заседании Совета Безопасности ООН. Как сообщили российские СМИ, в операции участвовали два объекта: Восточная обогатительная фабрика в центральной части Днепропетровской области и Институт ядерных исследований в Киеве. В ответ на российские заявления МАГАТЭ заявила о намерении направить инспекторов на два неопознанных украинских объекта по запросу из Киева.

### 26 октября
По сообщению представителей Пентагона и Госдепартамента, Россия официально уведомила США о проведении учений стратегических ядерных сил «Гром», в ходе которых будут произведены запуски баллистических ракет, способных нести ядерные боеголовки. Учения обычно проходят в октябре и включают маневры подводных лодок, самолетов и запуски ракет. Отмечено, что в 2021 году из-за пандемии Covid учения не проводились. По сообщению Reuters, Россия провела испытания баллистических ракет, отрепетировав ответ на ядерный удар. Испытания прошли в ходе учений с участием атомных подводных лодок и стратегических бомбардировщиков. Российские официальные лица заявили, что испытательные пуски баллистических и крылатых ракет, способных нести ядерное оружие, прошли успешно.

### 29  октября
В 4.20 утра украинские дроны атаковали базу российского Черноморского флота в аннексированном Севастополе. Минимум три российских корабля получили повреждения.

### 31 октября
СМИ со ссылкой на официальных лиц Украины сообщили о массированных ракетных ударах со стороны России. По информации мэра Киева Виталия Кличко, ракеты поразили объекты гражданской инфраструктуры, в результате чего часть города осталась без воды и электричества. Официальные лица также сообщили об отключениях электроэнергии в Харькове и Запорожье в результате ударов по объектам критической инфраструктуры. Washington Post сообщил, что пострадали энергетические объекты в Черкасской и Кировоградской областях, а также о взрывах в Винницкой области.